# Празо
Празо (итал. Praso) је насеље у Италији у округу Тренто, региону Трентино-Јужни Тирол.
Према процени из 2011. у насељу је живело 309 становника. Насеље се налази на надморској висини од 795 м.

## Становништво
Према резултатима пописа становништва 2011. у општини је живело 334 становника.
| 1931. | 1936. | 1951. | 1961. | 1971. | 1981. | 1991. | 2001. | 2011. |
| ----- | ----- | ----- | ----- | ----- | ----- | ----- | ----- | ----- |
| 521   | 492   | 509   | 492   | 492   | 438   | 381   | 370   | 334   |